# Полет 77 на „Американ Еърлайнс“
Полет 77 на „Американ Еърлайнс“ е редовен вътрешен пътнически полет от международно летище „Вашингтон-Дълес“ в Дълес, щата Вирджиния, САЩ до международното летище „Лос Анджелис“ в Лос Анджелис. Самолетът „Боинг 757-223“, който обслужва полета, е отвлечен от петима терористи от „Ал-Кайда“ сутринта на 11 септември 2001 г. като част от атаките от 11 септември 2001 г. Отвлеченият пътнически самолет е умишлено насочен и разбит в Пентагона в окръг Арлингтън, Вирджиния, като загиват всичките 64 души на борда и още 125 в сградата.
Полет 77 излита в 08:20 ч. 31 минути след излитането нападателите нахлуват в пилотската кабина, заплашват пилотите и принуждават пътниците и екипажа да отидат в задната част на самолета. Главният похитител Хани Ханджур поема контрол над самолета, след като преминава през обширно летателно обучение като част от подготовката си за атаката. Междувременно двама души на борда тайно се обаждат по телефона на членове от семействата си и предават информация за ситуацията, без знанието на терористите.
Хани Ханджур прелетява със самолета около западната част на Пентагона в 09:37 ч. Много хора стават свидетели на удара и новинарски източници започват да съобщават за инцидента в рамките на минути, но няма ясни кадри от самата катастрофа, достъпни за обществеността. Самолетът нанася сериозни щети на част от Пентагона и предизвика голям пожар, чието потушаване отнема няколко дни. До 10:10 ч. щетите нанесени от самолета и възпламененото реактивно гориво довеждат до локализирано срутване на част от западната страна на сградата, последвано 14 минути по-късно от още 5 етажа. Полет 77 е третият от четирите пътнически самолета, превзети от терористи и последният, който достига цел набелязана от „Ал-Кайда“. Отвличането трябва да бъде координирано с това на полет 93 на „Юнайтед Еърлайнс“, който лети в посока Вашингтон, окръг Колумбия, столицата на САЩ. Терористите от полет 93 насочват вниманието си към сградата на федералното правителство, но са принудени да разбият самолета в Пенсилвания, докато пътниците се борят за контрол на борда, след като са предупредени за предишните самоубийствени атаки, включително за полет 77.
Повредените секции на Пентагона са възстановени през 2002 г., като обитателите се връщат в завършените зони през август. 184-те жертви на атаката са почетени в мемориал на Пентагона в близост до мястото на катастрофата. Паркът от 7800 м² съдържа пейка за всяка от жертвите, подредена според годината им на раждане.